# 38 Pułk Piechoty Cesarstwa Austriackiego
38 Pułk Piechoty Cesarstwa Austriackiego – jeden z austriackich pułków piechoty okresu Cesarstwa Austriackiego.
Okręg poboru: Walonia, Galicja, od 1814 Włochy.

## Mundur
- Typ: niemiecki
- Bryczesy: białe
- Wyłogi: różane
- Guziki: żółte, od 1814 białe

## Garnizony
- 1805 Teschen/ Cieszyn
- 1806 Kraków
- 1807 Olmütz/ Ołomuniec
- 1808 Lublin
- 1809 Brünn/ Brno
- 1814 Brescia
- 1815 Graz